# Bandeira de Vale do Paraíso (Rondônia)
A bandeira de Vale do Paraíso é um dos símbolos oficiais do município de Vale do Paraíso, no estado de Rondônia.

## Descrição
Seu desenho consiste em um retângulo dividido por uma linha diagonal ascendente que vai da parte inferior esquerda até a parte superior direita, passando pelo centro geométrico da bandeira. O campo superior esquerdo é branco e possui no canto superio direito um sol. O centro do disco solar é coincidente com o canto da bandeira, de modo que apenas 1/4 do disco solar total é visível. O sol possui 11 raios, sendo seis de maior comprimento intervcalado por cinco de menor comprimento. O outro campo da bandeira é novamente dividido em duas partes por uma linha diagonal descendente que vai do centro geométrico da bandeira até canto inferior direito, formando dois triângulos. O triângulo inferior é azul e o situado à direta é verde.